# Saint-Cosme-en-Vairais
Saint-Cosme-en-Vairais is een gemeente in het Franse departement Sarthe (regio Pays de la Loire). De plaats maakt deel uit van het arrondissement Mamers. Saint-Cosme-en-Vairais telde op 1 januari 2022 1.884 inwoners.

## Geografie
De oppervlakte van Saint-Cosme-en-Vairais bedroeg op 1 januari 2022 32,63 vierkante kilometer; de bevolkingsdichtheid was toen 57,7 inwoners per km².

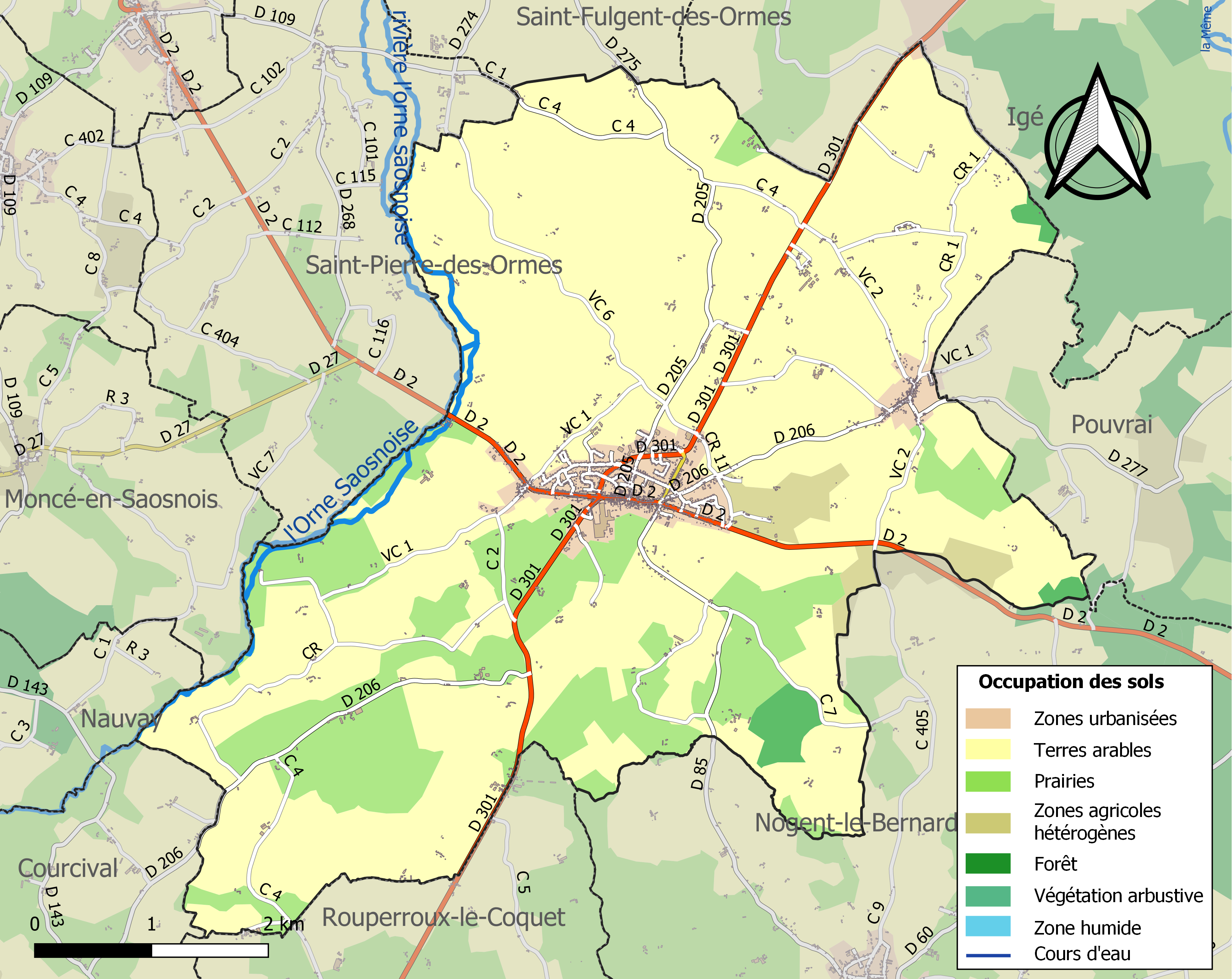
Kaart van de gemeente met de belangrijkste infrastructuur, bodemgebruik en omliggende gemeenten

## Demografie
Onderstaande figuur toont het verloop van het inwonertal (bron: INSEE-tellingen).